# Louis Toussaint Doutrelaine
Louis Toussaint Simon Doutrelaine, né à Landrecies le 9 juillet 1820 et mort le 1er mai 1881, est un général français du corps du génie.

## Biographie
Son père est Armand Louis Simon Doutrelaine (1785-1849), capitaine des Voltigeurs, chef de bataillon commandant la place de Landrecies.
Issu de l'École polytechnique (1837-1839), et de l'école militaire du génie de Metz (1839-1841), il est sous-lieutenant du génie en 1841. Il entre au premier régiment de génie le 1er octobre 1841, y est nommé Lieutenant le 17 février 1845. Il intègre l'état-major de la place de Valenciennes le 11 février 1846, y est nommé capitaine de 2e classe 30 décembre 1846. 
Il est officier d'ordonnance au ministère de la Guerre 27 décembre 1848, participe au siège de Rome en 1849, à la campagne de Paris en 1851. Il est nommé capitaine le 10 janvier 1853, commandant le 22 mars 1856, lieutenant-colonel le 4 mai 1859.
Il est fait officier d'ordonnance du major général de l'armée d'Italie avant de participer à la campagne d'Italie de 1859. De retour en France, il est nommé chef du génie de Paris rive gauche le 16 mai 1851, puis directeur des fortifications de Mézières le 1er avril 1863.
Chef d'état-major du génie au siège d'Oaxaca pendant la guerre du Mexique, il est à l'origine avec Eugène Boban de l'envoi en France des plus belles collections d'art précolombien. Il est nommé colonel le 13 août 1863, puis commandant des opérations du génie Mexique le 24 août 1864. Membre de la commission scientifique du Mexique, il était son représentant officiel au Mexique. Il est aussi membre du haut comité de l'instruction publique, président de la comision cientifica literaria y artistica de Mexico. 
Il devient général de brigade en mars 1867 puis il est nommé directeur du génie au ministère de la guerre, membre du comité des fortifications. Il commande le génie du 7e corps sous le général Douay durant la guerre de 1870, avant de finir prisonnier à Sedan.
À partir de la fin 1870, le général Doutrelaine, prisonnier libéré, est un homme fatigué, en mauvaise santé : il le reste jusqu'à la fin de sa vie, essayant dès qu'il le peut, de rejoindre sa famille à Landrecies. Il est néanmoins convié par ordre à participer aux pourparlers de Bruxelles sur les cessions territoriales de la France début 1871. Il fait nommer son ami le scientifique Aimé Laussedat, alors officier du génie démissionnaire, à la commission diplomatique. Durant l'été, il ne peut participer aux travaux de terrain et se retire la commission de délimitation des frontières de l'Est, tout se tenant informé des évolutions par Laussedat.
Il est nommé général de division le 26 décembre 1872, puis président du comité des fortifications, il prend le commandement du 5e corps d'armée à Orléans le 11 février 1879.
À sa mort, il a été inhumé au cimetière de Landrecies. Un autre militaire landrecien est enterré ici, il s'agit du général Barthélémy Lebrun lui aussi fait prisonnier à Sedan.

## Décorations
- Légion d'honneur : chevalier, le 27 juillet 1849 ; officier, le 13 août 1859 ; grand officier, le 12 juillet 1880 ;
- Médaille de la campagne d'Italie, du Mexique, 2e classe de l'ordre de Pie IX,
- Ordre du Médjidié de Turquie,
- Commandeur de l'ordre de Saint-Grégoire.
- Commandeur de l'ordre de Dannebrog du Danemark